# Русак, Виктор Владимирович
Виктор Владимирович Русак (бел. Віктар Уладзіміравіч Русак; род. 4 мая 1955, Минск, БССР, СССР) — белорусский военный и политик. Депутат Палаты представителей Национального собрания Республики Беларусь пятого созыва. Полковник.

## Биография
Родился 4 мая 1955 года в Минске.
Окончил факультет радиофизики и электроники Белорусского государственного университета; Высшие курсы КГБ СССР в Минске и Ташкенте.
Служил в оперативных частях Главного управления КГБ БССР начальником Осиповичского районного отделения Бобруйского горотдела КГБ Могилевской области, начальником управления, заместителем начальника, начальником Главного управления экономической безопасности КГБ Белоруссии.
В 1998 году работал начальником 1-го управления Департамента экономической безопасности, противодействия коррупции и организованной преступности Комитета государственной безопасности Республики Беларусь.
Был депутатом Палаты представителей Национального собрания Республики Беларусь V созыва (2012—2016) от Вилейского округа № 74, являлся заместителем председателя Постоянной комиссии по национальной безопасности. Входил в состав делегации Национального собрания Республики Беларусь в Межпарламентской ассамблее СНГ, рабочих групп Национального собрания Республики Беларусь по сотрудничеству с парламентами Бангладеш, Венесуэлы, Вьетнама, Израиля, Ирана, Саудовской Аравии.
Женат, имеет троих детей.

## Награды
- Заслуженный сотрудник органов государственной безопасности Республики Беларусь;
- Медаль «За безупречную службу» III степени;
- Медаль «За безупречную службу» II степени (1998)[1],
- Медаль «За безупречную службу» I степени,
- знак «Почётный сотрудник КГБ Республики Беларусь»,
- юбилейные медали,
- ведомственные награды,
- Почётная грамота Совета МПА СНГ (26 ноября 2015 года, Межпарламентская ассамблея СНГ) — за активное участие в деятельности Межпарламентской Ассамблеи и её органов, вклад в укрепление дружбы между народами государств — участников Содружества Независимых Государств[3].

## Санкции ЕС
После президентских выборов 2010 года, 2 февраля 2011 года был включён в список белорусских чиновников, которым запрещён въезд в ЕС. Решением Европейского совета от 15 октября 2012 года Русак как начальник управления экономической безопасности КГБ был признан ответственным за преследование гражданского общества и демократической оппозиции Комитетом.